# Vuelta a España 1985
Die 40. Vuelta a España wurde in 20 Abschnitten und 3474 Kilometern vom 23. April bis zum 12. Mai 1985 ausgetragen. An der Rundfahrt nahm eine Nationalmannschaft der Sowjetunion teil. Die Amateure starteten mit einer Sondergenehmigung der Union Cycliste Internationale (UCI). Gesamtsieger wurde der Spanier Pedro Delgado, die Bergwertung gewann José Luis Laguía, die  Punktewertung gewann Sean Kelly. Ronny Van Holen siegte in der Meta Volantes-Wertung, Jesús Suárez Cuevas in der Sprint Especiales-Wertung, Fabio Parra in der Nachwuchswertung und das ZOR-BH in der Mannschaftswertung.
Am Start der vorletzten Etappe hatte der spätere Sieger Delgado noch sechs Minuten Rückstand auf den schottischen Kletterer Robert Millar. Delgado attackierte zusammen mit dem starken Rouleur José Recio. Millars Peugeot-Team zögerte mit der Verfolgung und der captain de la route Gilbert Duclos-Lassalle lehnte das Hilfsangebot italienischer Mannschaften ab. Recio gewann die Etappe und Delgado eroberte die Gesamtführung.

## Etappen
| Etappe | von                    | nach                   | km        | Gewinner                 | Maillot amarillo     |
| ------ | ---------------------- | ---------------------- | --------- | ------------------------ | -------------------- |
| Prolog | Valladolid             | Valladolid             | 5,6 (EZF) | Bert Oosterbosch         | Bert Oosterbosch     |
| 1      | Valladolid             | Zamora                 | 177       | Eddy Planckaert          | Bert Oosterbosch     |
| 2      | Zamora                 | Ourense                | 262       | Sean Kelly               | Miguel Indurain      |
| 3      | Ourense                | Santiago de Compostela | 197       | Gianbattista Baronchelli | Miguel Indurain      |
| 4      | Santiago de Compostela | Lugo                   | 162       | Eddy Planckaert          | Miguel Indurain      |
| 5      | Lugo                   | Oviedo                 | 238       | Federico Echaxe          | Miguel Indurain      |
| 6      | Oviedo                 | Covadonga              | 145       | Pedro Delgado            | Pedro Delgado        |
| 7      | Cangas de Onís         | Alto Campoo            | 190       | Antonio Agudelo          | Pello Ruiz Cabestany |
| 8      | Aguilar de Campoo      | Logroño                | 224       | Ángel Camarillo          | Pello Ruiz Cabestany |
| 9      | Logroño                | Panticosa              | 253       | Alfons De Wolf           | Pello Ruiz Cabestany |
| 10     | Sabiñánigo             | Tremp                  | 209       | Sean Kelly               | Robert Millar        |
| 11     | Tremp                  | Andorra (AND)          | 124       | Francisco Rodríguez      | Robert Millar        |
| 12     | Andorra (AND)          | Andorra (AND)          | 16 (EZF)  | Francisco Rodríguez      | Robert Millar        |
| 13     | Andorra (AND)          | Sant Quirze del Vallès | 193       | José Ángel Sarrapio      | Robert Millar        |
| 14     | Valencia               | Benidorm               | 201       | José Recio               | Robert Millar        |
| 15     | Benidorm               | Albacete               | 207       | Sean Kelly               | Robert Millar        |
| 16     | Albacete               | Alcalá de Henares      | 252       | Isidro Juárez            | Robert Millar        |
| 17     | Alcalá de Henares      | Alcalá de Henares      | 43 (EZF)  | Pello Ruiz Cabestany     | Robert Millar        |
| 18     | Alcalá de Henares      | Palazuelos de Eresma   | 200       | José Recio               | Pedro Delgado        |
| 19     | Palazuelos de Eresma   | Salamanca              | 175       | Wladimir Malakow         | Pedro Delgado        |

## Endstände
| Sieger                     | Pedro Delgado        | 95:58:00 h  |
| Zweiter                    | Robert Millar        | + 0:36 min  |
| Dritter                    | Francisco Rodríguez  | + 0:46 min  |
| Vierter                    | Pello Ruiz Cabestany | + 1:51 min  |
| Fünfter                    | Fabio Parra          | + 3:40 min  |
| Sechster                   | Éric Caritoux        | + 6:08 min  |
| Siebter                    | Reimund Dietzen      | + 6:36 min  |
| Achter                     | Álvaro Pino          | + 7:41 min  |
| Neunter                    | Sean Kelly           | + 7:52 min  |
| Zehnter                    | José Luis Navarro    | + 8:56 min  |
| Punktewertung              | Sean Kelly           | 223 P.      |
| Zweiter                    | Pello Ruiz Cabestany | 132 P.      |
| Dritter                    | Francisco Rodríguez  | 100 P.      |
| Bergwertung                | José Luis Laguía     | 85 P.       |
| Zweiter                    | Robert Millar        | 69 P.       |
| Dritter                    | Francisco Rodríguez  | 64 P.       |
| Meta Volantes-Wertung      | Ronny Van Holen      | 43 P.       |
| Sprints Especiales-Wertung | Jesús Suárez Cuevas  |             |
| Nachwuchswertung           | Fabio Parra          | 96:01:40 h  |
| Teamwertung                | ZOR-BH               | 287:57:06 h |